# Símbols de Victòria (Austràlia)
L'estat australià de Victòria ha establert diversos símbols oficials.
| Símbol        | Nom                                                 | Imatge                          | Adopció | Observacions |
| ------------- | --------------------------------------------------- | ------------------------------- | ------- | --- |
| Escut d'armes | Escut d'armes de Victòria                           | Escut d'armes de Victòria       | 1910    | Concedit el 6 de juny 1910 per ordre del rei Jordi V, el 28 de març de 1973 en ordre reial emesa per la reina Elisabet II hi afegí el timbre. Al centre de l'escut hi trobem un camp blau amb cinc estels platejats disposats per representar la Creu del Sud. Coronant-lo un cangur que sosté una corona imperial daurada amb cintes platejades i blaves a la base. I com a suports dues figures femenines, la Pau amb una corona de llorer i una branca d'olivera; i la Prosperitat amb una corona de cereal i una cornucòpia. |
| Motto         | Peace and Prosperity                                |                                 | 1910    | Pau i prosperitat. El lema va ser el primer a estar en anglès entre els escuts d'armes australians. |
| Bandera       | Bandera de Victòria                                 | Bandera de Victòria             | 1870    | Basada en el pavelló blau britànic, carrega al vol cinc estels blancs que representen la Creu del Sud. Damunt d'elles hi ha una corona de Sant Eduard. Les estrelles no tenen el mateix nombre de puntes. La variació en el nombre de puntes representa la seva brillantor relativa a la constel·lació. Proclamada oficialment el 4 de febrer de 1870. |
| Insígnia      | Insígnia de Victòria                                | Insígnia de Victòria            | 1910    | Un camp blau amb cinc estels platejats disposats per representar la Creu del Sud. Damunt l'escut una corona de Sant Eduard. |
| Color         | Blau marí i blanc                                   |                                 |         | |
| Animal        | Pòssum de Leadbeater (Gymnobelideus leadbeateri)    | Pòssum de Leadbeater            | 1971    | Fou nomenat oficialment l'emblema animal el 2 de març de 1971. Només es troba als boscos de freixes de muntanya de les terres altes centrals de l'estat, des de Healesville i Marysville fins al mont Baw Baw. |
| Flor          | Epacris impressa                                    | Epacris impressa                | 1958    | La flor va ser adoptada com a emblema floral l'11 de novembre de 1958. Es pot trobar al llarg de tota la part sud de l'estat. |
| Ocell         | Lichenostomus melanops cassidix                     | Lichenostomus melanops cassidix | 1971    | És l'únic ocell endèmic de l'estat de Victòria, localitzat en una petita àrea del Woori Yallock Creek, prop de Yellingbo, als afores de Melbourne. |
| Animal marí   | Cavallet de mar d'algues (Phyllopteryx taeniolatus) | Cavallet de mar d'algues        | 2002    | És un peix marí de clima temperat i associat als esculls de corall que viu entre 0-50 m de fondària. |
| Mineral       | Or                                                  | Or                              | 2012    | L'or es va descobrir per primera vegada a Victòria l'any 1850, sent aquest estat el segon productor d'or d'Austràlia. |
| Fòssil        | Koolasuchus cleelandi                               | Koolasuchus cleelandi           | 2022    | És una espècie de gran amfibi temnospòndil que va viure al Cretaci. El fòssil es va trobar l'any 1978 a prop de San Remo al comtat de Bunurong i es troba en exposició permanent al Museu de Melbourne. |
| Tartà         |                                                     |                                 | 1998    | Dissenyat el novembre de 1998 per Betty Johnston de House of Tartan a Canberra. El blau és el color de la bandera d'Eureka i el rosa és el color de l'emblema floral de l'estat. |
|               |                                                     |                                 |         | |